# Abborrtjärnen (Stöde socken, Medelpad, 692101-155486)
Abborrtjärnen är en sjö i Sundsvalls kommun i Medelpad som ingår i Ljungans huvudavrinningsområde. Sjön har en area på 0,0442 kvadratkilometer och ligger 193,7 meter över havet. Sjön avvattnas av vattendraget Furubäcken.

## Delavrinningsområde
Abborrtjärnen ingår i det delavrinningsområde (692048-155609) som SMHI kallar för Inloppet i Stor-Hällsjön. Medelhöjden är 189 meter över havet och ytan är 5,73 kvadratkilometer. Det finns inga avrinningsområden uppströms utan avrinningsområdet är högsta punkten. Furubäcken som avvattnar avrinningsområdet har biflödesordning 2, vilket innebär att vattnet flödar genom totalt 2 vattendrag innan det når havet efter 40 kilometer. Avrinningsområdet består mestadels av skog (96 procent). Avrinningsområdet har 0,04 kvadratkilometer vattenytor vilket ger det en sjöprocent på 0,8 procent.